# Liste des chapitres de Yamato Nadeshiko
Cet article est un complément de l'article sur le manga Yamato Nadeshiko. Il contient la liste des volumes du manga parus.
Au Japon, la série est terminée en 36 volumes en février 2015.

En France, elle est toujours en cours de parution au rythme de deux volumes par an. Le tome 25 sortira le 6 avril 2016.

## Volumes reliés

### Tomes 1 à 10
| no | Japonais         | Japonais      | Français        | Français          |
| no | Date de sortie   | ISBN          | Date de sortie  | ISBN              |
| --- | ---------------- | ------------- | --------------- | ----------------- |
| 1 | 13 octobre 2000  | 4-06-341210-5 | 8 octobre 2008  | 978-2-84599-940-4 |
| Liste des chapitres : - Chapitre 1 : Une lumière dans les ténèbres - Chapitre 2 : À l'assaut du rideau de fer ! - Chapitre 3 : Un monde éblouissant - Chapitre 4 : Nostalgie d'une jeunesse sombre - Chapitre 5 : Dans la lumière                                                |                  |               |                 |                   |
| 2 | 13 mars 2001     | 4-06-341228-8 | 3 décembre 2008 | 978-2-84599-969-5 |
| Liste des chapitres : - Chapitre 6 : Ainsi va Sunako - Chapitre 7 : Happy Horror Christmas ! - Chapitre 8 : À l'aube d'une lady ? - Chapitre 9 : Onsen, vapeur, gouttes de sang et chœurs amoureux (1re partie)                                                                  |                  |               |                 |                   |
| 3 | 13 juillet 2001  | 4-06-341242-3 | 4 février 2009  | 978-2-8116-0013-6 |
| Liste des chapitres : - Chapitre 10 : Onsen, vapeur, gouttes de sang et chœurs amoureux (2e partie) - Chapitre 11 : Qui est l'ennemi : l'examen ou Kyôhei ? - Chapitre 12 : Celle par qui arrive la tempête - Chapitre 13 : Beautés en banquet - Chapitre 14 : I am number one ! |                  |               |                 |                   |
| 4 | 13 décembre 2001 | 4-06-341261-X | 8 avril 2009    | 978-2-8116-0041-9 |
| Liste des chapitres : - Chapitre 15 : Canicule ! - Chapitre 16 : Angoisse et rendez-vous arrangé... (1re partie) - Chapitre 17 : Angoisse et rendez-vous arrangé... (2e partie) - Chapitre 18 : Halloween Dream                                                                  |                  |               |                 |                   |
| 5 | 13 juin 2002     | 4-06-341287-3 | 3 juin 2009     | 978-2-8116-0075-4 |
| Liste des chapitres : - Histoire bonus : La petite Sunako rouge - Chapitre 19 : Quatre adversaires et une rivale malgré elle ♪ - Chapitre 20 : Le jour de la Saint-Valentin ♥ - Chapitre 21 : Souvenirs en sépia - Chapitre 22 : Home, sweet home ! (1re partie)                 |                  |               |                 |                   |
| 6 | 13 décembre 2002 | 4-06-341317-9 | 19 août 2009    | 978-2-8116-0103-4 |
| Liste des chapitres : - Chapitre 23 : Home, sweet home ! (2e partie) - Chapitre 24 : Amies pour la vie - Chapitre 25 : Plus belle qu'une rose - Chapitre 26 : Pool Panic |                  |               |                 |                   |
| 7 | 13 mars 2003     | 4-06-341328-4 | 7 octobre 2009  | 978-2-8116-0132-4 |
| Liste des chapitres : - Chapitre 27 : Oui, monsieur ! - Chapitre 28 : Mais, à qui est cet enfant ? - Chapitre 29 : Les femmes les plus fortes du monde - Chapitre 30 : Conte d'hiver                                                                                             |                  |               |                 |                   |
| 8 | 8 août 2003      | 4-06-341346-2 | 2 décembre 2009 | 978-2-8116-0164-5 |
| Liste des chapitres : - Bonus de luxe : Jour fastueux pour Ranmaru - Chapitre 31 : Ses véritables intentions - Chapitre 32 : Les résolutions de la reine de l'horreur - Chapitre 33 : Cerisier, cerisier - Chapitre 34 : Restaurant trois étoiles                                |                  |               |                 |                   |
| 9 | 13 janvier 2004  | 4-06-341369-1 | 17 février 2010 | 978-2-8116-0229-1 |
| Liste des chapitres : - Chapitre 35 : La voie de la lady (1re partie) - Chapitre 36 : La voie de la lady (2e partie) - Chapitre 37 : Le prince à la peau de bouc - Chapitre 38 : Dans l'œil du cyclone                                                                           |                  |               |                 |                   |
| 10 | 11 juin 2004     | 4-06-341388-8 | 21 avril 2010   | 978-2-8116-0267-3 |
| Liste des chapitres : - Chapitre 39 : Errance dans l’œil du cyclone - Chapitre 40 : Dreams Come True - Chapitre 41 : La belle au bois dormant - Chapitre 42 : Winter Wonder Land                                                                                                 |                  |               |                 |                   |

### Tomes 11 à 20
| no | Japonais         | Japonais          | Français          | Français          |
| no | Date de sortie   | ISBN              | Date de sortie    | ISBN              |
| --- | ---------------- | ----------------- | ----------------- | ----------------- |
| 11 | 12 novembre 2004 | 4-06-341406-X     | 16 juin 2010      | 978-2-8116-0301-4 |
| Liste des chapitres : - Bonus : Fantasmes - Chapitre 43 : Girls Bravo ! - Chapitre 44 : L'amour à l'épreuve - Chapitre 45 : Sunako la championne - Chapitre 46 : L'apparence de l'amour                               |                  |                   |                   |                   |
| 12 | 11 mars 2005     | 4-06-341420-5     | 25 août 2010      | 978-2-8116-0333-5 |
| Liste des chapitres : - Chapitre 47 : Une bonne façon de passer l'été - Chapitre 48 : Vacances d'été amoureuses - Chapitre 49 : Perfect High School Life - Chapitre 50 : Pour quelques crevettes sautées              |                  |                   |                   |                   |
| 13 | 13 juin 2005     | 4-06-341429-9     | 1er décembre 2010 | 978-2-8116-0389-2 |
| Liste des chapitres : - Chapitre 51 : De beaux liens - Chapitre 52 : Accident brillant (1re partie) - Chapitre 53 : Accident brillant (2e partie) - Chapitre 54 : Penser à rencontrer la chance                       |                  |                   |                   |                   |
| 14 | 11 novembre 2005 | 4-06-341452-3     | 20 avril 2011     | 978-2-8116-0458-5 |
| Liste des chapitres : - Bonus : Le long jour d'ennui de Ranmaru - Chapitre 55 : Génération jalousie - Chapitre 56 : Un doux rêve - Chapitre 57 : Allons à l'école - Chapitre 58 : Sweet Typhoon                       |                  |                   |                   |                   |
| 15 | 13 mars 2006     | 4-06-341464-7     | 24 août 2011      | 978-2-8116-0525-4 |
| Liste des chapitres : - Chapitre 59 : La porte des souvenirs - Chapitre 60 : Rhapsodie en grand frère gâteau - Chapitre 61 : Aimer, être aimé, se croiser sans se voir - Chapitre 62 : Souvenirs d'amour              |                  |                   |                   |                   |
| 16 | 13 juillet 2006  | 4-06-341478-7     | 30 novembre 2011  | 978-2-8116-0590-2 |
| Liste des chapitres : - Chapitre 63 : Passe un provincial - Chapitre 64 : La bombe aux phéromones - Chapitre 65 : Les dangers de la Saint-Valentin Bis - Chapitre 66 : Sunako se crée le corps de ses rêves           |                  |                   |                   |                   |
| 17 | 13 novembre 2006 | 4-06-341493-0     | 5 décembre 2012   | 978-2-8116-0968-9 |
| Liste des chapitres : - Chapitre 67 : La voie pour devenir jolie - Chapitre 68 : Les pas de danse pour devenir une lady - Chapitre 69 : Le blues de l'imbattable - Chapitre 70 : Les rêves qu'ils ont partagé         |                  |                   |                   |                   |
| 18 | 13 mars 2007     | 978-4-06-341514-8 | 13 février 2013   | 978-2-8116-1102-6 |
| Liste des chapitres : - Chapitre 71 : Ne pas perdre face à la pauvreté et à la société - Chapitre 72 : L'honneur de Takenaga - Chapitre 73 : Love, Love Revolution - Chapitre 74 : C'est le rêve d'un premier amour   |                  |                   |                   |                   |
| 19 | 10 août 2007     | 978-4-06-341537-7 | 17 juillet 2013   | 978-2-8116-1178-1 |
| Liste des chapitres : - Chapitre 75 : Clarté et obscurité en collision - Chapitre 76 : L'amour est un mirage - Chapitre 77 : La voie pour devenir un domestique - Chapitre 78 : Le conte du prince et de la princesse |                  |                   |                   |                   |
| 20 | 10 août 2007     | 978-4-06-341557-5 | 27 novembre 2013  | 978-2-8116-1310-5 |
| Liste des chapitres : - Chapitre 79 : Capturer la princesse ! - Chapitre 80 : La maison d'arrêt ! Beau sacrifice ! - Chapitre 81 : Qui est "Mister" Morikô ? - Chapitre 82 : Le nouvel an japonais                    |                  |                   |                   |                   |

### Tomes 21 à 30
| no | Japonais          | Japonais          | Français          | Français          |
| no | Date de sortie    | ISBN              | Date de sortie    | ISBN              |
| --- | ----------------- | ----------------- | ----------------- | ----------------- |
| 21 | 11 juillet 2008   | 978-4-06-341584-1 | 2 avril 2014      | 978-2-8116-1344-0 |
| Liste des chapitres : - Chapitre 83 : Histoire spéciale - Le retour de Machiko !! - Chapitre 84 : Kyôhei est une légende, encore - Chapitre 85 : Si c'est toi, je marcherai à travers le feu et l'eau - Chapitre 86 : Yeah ! Super Pink Unrequited Love - Chapitre 87 : La Sunako dans le miroir |                   |                   |                   |                   |
| 22 | 12 décembre 2008  | 978-4-06-341599-5 | 17 septembre 2014 | 978-2-8116-1573-4 |
| Liste des chapitres : - Chapitre 88 : La fille des ténèbres à la plage - Chapitre 89 : La sérénade de l'hôtel - Chapitre 90 : Sunako devient une star - Chapitre 91 : La voie pour devenir une Dark lady (1re partie)                                                                            |                   |                   |                   |                   |
| 23 | 13 mai 2009       | 978-4-06-341622-0 | 1er avril 2015    | 978-2-8116-1918-3 |
| Liste des chapitres : - Chapitre 92 : La voie pour devenir une Dark lady (2e partie) - Chapitre 93 : Bienvenue à cette p..... de soirée de Noël - Chapitre 94 : Le paradis d'une professionnel chevronné - Chapitre 95 : Infatigable ce soir                                                     |                   |                   |                   |                   |
| 24 | 11 septembre 2009 | 978-4-06-341640-4 | 26 août 2015      | 978-2-8116-2165-0 |
| Liste des chapitres : - Chapitre 96 : Tu m'as tant manqué (1re partie) - Chapitre 97 : Tu m'as tant manqué (2e partie) - Chapitre 98 : La passion de Sebastian ! - Chapitre 99 : Un lien si magnifique                                                                                           |                   |                   |                   |                   |
| 25 | 12 février 2010   | 978-4-06-341666-4 | 6 avril 2016      | 978-2-8116-2735-5 |
| Liste des chapitres : - Chapitre 100 : La malédiction de Sunako - Chapitre 101 : À la vôtre, mademoiselle Sunako - Chapitre 102 : La cueillette de champignons - Chapitre 103 : Un si joli cadeau !                                                                                              |                   |                   |                   |                   |
| 26 | 11 juin 2010      | 978-4-06-341687-9 | 16 novembre 2016  | 978-2-8116-3175-8 |
| Liste des chapitres : - Chapitre 104 : Crier l'amour en classe de sciences - Chapitre 105 : Revoir ce bain merveilleux encore une fois - Chapitre 106 : Tous les jours au restaurant - Chapitre 107 : Mon N-110 bien-aimé                                                                        |                   |                   |                   |                   |
| 27 | 13 décembre 2010  | 978-4-06-341718-0 | 3 mai 2017        |                   |
| Liste des chapitres : - Chapitre 108 : La soubrette légendaire - Chapitre 109 : La seule fleur au monde - Chapitre 110 : Cauchemar d'une nuit d'été - Chapitre 111 : L'épreuve des mille supplices                                                                                               |                   |                   |                   |                   |
| 28 | 13 avril 2011     | 978-4-06-341740-1 | 18 octobre 2017   | 978-2-8116-3601-2 |
| Liste des chapitres : - Chapitre 112 : À la rescousse de la rue marchande ! - Chapitre 113 : Un carnaval de fièvre et d'angoisse ♪ - Chapitre 114 : Urameshi : un crime dans l'ancienne Édo (1re partie) - Chapitre 115 : Urameshi : un crime dans l'ancienne Édo (2e partie)                    |                   |                   |                   |                   |
| 29 | 13 septembre 2011 | 978-4-06-341759-3 | 7 mars 2018       | 978-2-8116-4071-2 |
| Liste des chapitres : - Chapitre 116 : La guerre du chocolat est déclarée ! - Chapitre 117 : Kyôhei Takano, chef des délégués de classe ! - Chapitre 118 : Ah, le doux temps du nudisme - Chapitre 119 : Peut-être n'est-ce qu'une fantaisie                                                     |                   |                   |                   |                   |
| 30 | 13 décembre 2011  | 978-4-06-341774-6 | 19 septembre 2018 | 978-2-8116-4389-8 |
| Liste des chapitres : - Chapitre 120 : La reine des pirates - Chapitre 121 : Ma chère amie ! - Chapitre 122 : La maladie d'amour - Chapitre 123 : Vas-y, Maskman ! |                   |                   |                   |                   |

### Tomes 31 à 36
| no | Japonais          | Japonais          | Français         | Français          |
| no | Date de sortie    | ISBN              | Date de sortie   | ISBN              |
| --- | ----------------- | ----------------- | ---------------- | ----------------- |
| 31 | 13 juin 2012      | 978-4-06-341798-2 | 20 mars 2019     |                   |
| Liste des chapitres : - Chapitre 124 : Takenaga suit sa propre voie - Chapitre 125 : Parce que je t'aime - Chapitre 126 : La tragédie d'un beau garçon - Chapitre 127 : Le grand frère, ici, c'est moi !       |                   |                   |                  |                   |
| 32 | 13 décembre 2012  | 978-4-06-341830-9 | 4 septembre 2019 | 978-2-8116-5095-7 |
| Liste des chapitres : - Chapitre 128 : Never die - Chapitre 129 : Ensemble pour toujours - Chapitre 130 : Le lac des cygnes noirs - Chapitre 131 : Ô ciel, Ô plaines immenses                                  |                   |                   |                  |                   |
| 33 | 12 avril 2013     | 978-4-06-341851-4 | 29 janvier 2020  | 978-2-8116-5392-7 |
| Liste des chapitres : - Chapitre 132 : Underworld - Chapitre 133 : Freaks a go go - countdown zero - Chapitre 134 : Tic Toc - Chapitre 135 : Ciné désaxé                                                       |                   |                   |                  |                   |
| 34 | 11 octobre 2013   | 978-4-06-341881-1 | 8 juillet 2020   |                   |
| Liste des chapitres : - Chapitre 136 : En route pour l'âge adulte - Chapitre 137 : Sueur et larmes, Showtime ! - Chapitre 138 : Un petit démon qui pétille (1) - Chapitre 139 : Un petit démon qui pétille (2) |                   |                   |                  |                   |
| 35 | 12 septembre 2014 | 978-4-06-341937-5 |                  |                   |
| Liste des chapitres : - Chapitre 140 : - Chapitre 141 : - Chapitre 142 : - Chapitre 143 : |                   |                   |                  |                   |
| 36 | 13 février 2015   | 978-4-06-341966-5 |                  |                   |

### Édition japonais
1. 1 2  Tome 1
2. 1 2  Tome 2
3. 1 2  Tome 3
4. 1 2  Tome 4
5. 1 2  Tome 5
6. 1 2  Tome 6
7. 1 2  Tome 7
8. 1 2  Tome 8
9. 1 2  Tome 9
10. 1 2  Tome 10
11. 1 2  Tome 11
12. 1 2  Tome 12
13. 1 2  Tome 13
14. 1 2  Tome 14
15. 1 2  Tome 15
16. 1 2  Tome 16
17. 1 2  Tome 17
18. 1 2  Tome 18
19. 1 2  Tome 19
20. 1 2  Tome 20
21. 1 2  Tome 21
22. 1 2  Tome 22
23. 1 2  Tome 23
24. 1 2  Tome 24
25. 1 2  Tome 25
26. 1 2  Tome 26
27. 1 2  Tome 27
28. 1 2  Tome 28
29. 1 2  Tome 29
30. 1 2  Tome 30
31. 1 2  Tome 31
32. 1 2  Tome 32
33. 1 2  Tome 33
34. 1 2  Tome 34
35. 1 2  Tome 35
36. 1 2  Tome 36

### Édition française
1. 1 2  Tome 1
2. 1 2  Tome 2
3. 1 2  Tome 3
4. 1 2  Tome 4
5. 1 2  Tome 5
6. 1 2  Tome 6
7. 1 2  Tome 7
8. 1 2  Tome 8
9. 1 2  Tome 9
10. 1 2  Tome 10
11. 1 2  Tome 11
12. 1 2  Tome 12
13. 1 2  Tome 13
14. 1 2  Tome 14
15. 1 2  Tome 15
16. 1 2  Tome 16
17. 1 2  Tome 17
18. 1 2  Tome 18
19. 1 2  Tome 19
20. 1 2  Tome 20
21. 1 2  Tome 21
22. 1 2  Tome 22
23. 1 2  Tome 23
24. 1 2  Tome 24